# Centrale nucleare di Ningde
La centrale nucleare di Ningde è una centrale nucleare cinese situata presso la città di Fuding, nella provincia dello Fujian. La centrale è prevista essere composta da 4 reattori CPR1000 e 2 reattori Hualong 1.